# Nedlloyd Bahrain (schip, 1978)

Nedlloyd Bahrain

De Nedlloyd Bahrain was een vrachtschip van Nedlloyd dat in 1978 gebouwd werd door Van der Giessen-de Noord. Het schip werd opgeleverd met een Sulzer 7RND76M dieselmotor met 16.800 pk die het een vaart gaf van zo'n 18 knopen, terwijl het 676 TEU kon vervoeren. Het was het zusterschip van de Nedlloyd Baltimore, Nedlloyd Bangkok en Nedlloyd Barcelona.

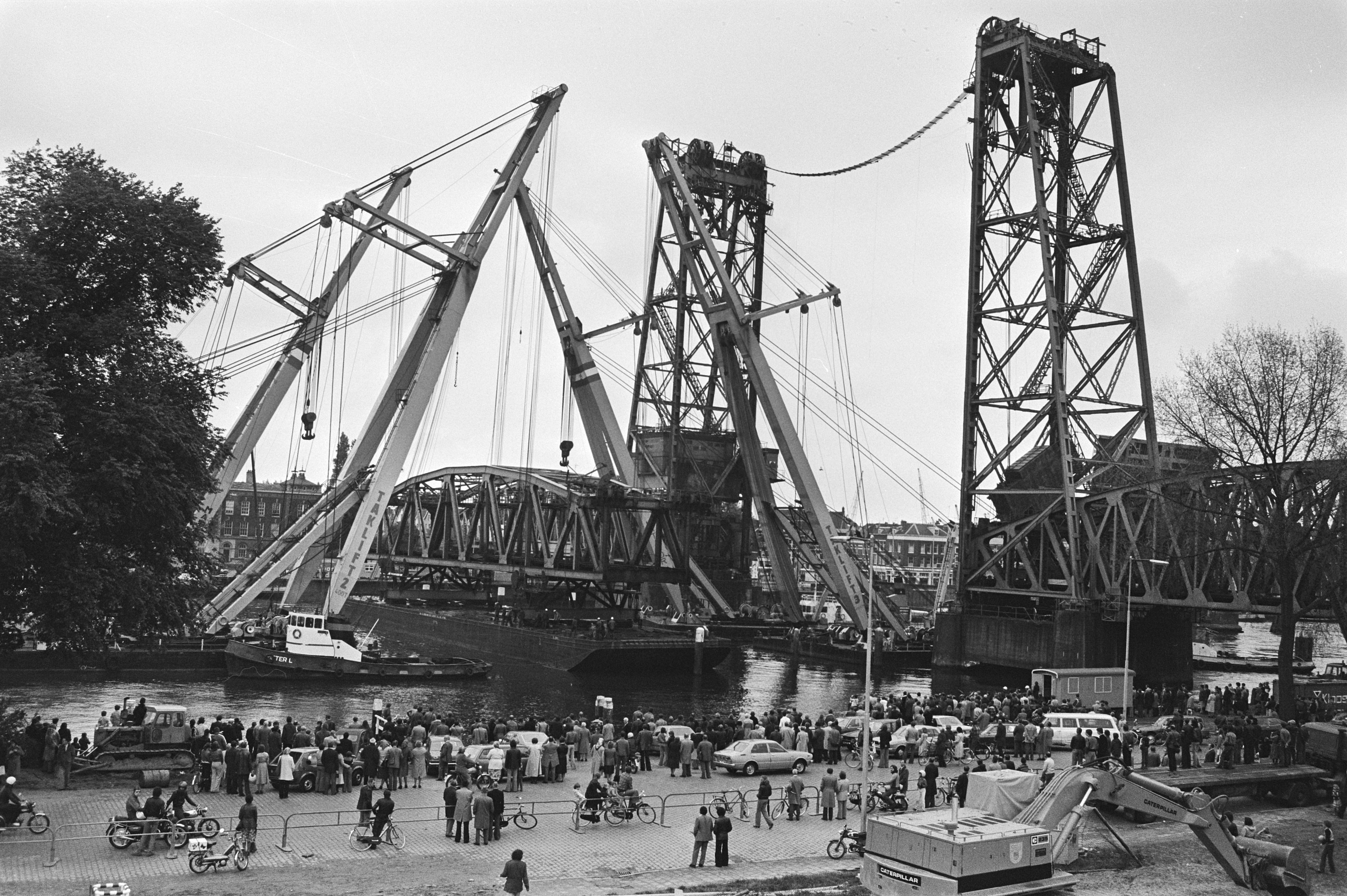
Het beschadigde deel van de Koningshavenbrug werd op 15 mei 1978 door vier drijvende bokken verwijderd

Toen het schip op 10 mei 1978 voor de afbouw van Van der Giessen-de Noord naar Wilton-Fijenoord werd gesleept, werd de Koningshavenbrug geramd met de laadboom waardoor het spoorwegverkeer 14 dagen gestremd was.
In 1992 werd het schip verkocht aan Balfes Shipping onder beheer van Alfred C. Toepfer en het jaar daarop kwam het in charter voor Lykes Line als Charles Lykes. In 1998 werd de naam Lykes Pathfinder en in 2000 Pathfinder. In 2001 werd 	Flawless Shipping Company de eigenaar met het beheer bij Cyprus Maritime Company onder de naam Delmas Jacaranda, in 2004 Bosco Jumbo en in 2006 BSLE Empress.
In April 2010 arriveerde het schip in Alang waar het werd gesloopt.